# Louis Ier (roi de Hongrie)
Pour les articles homonymes, voir Louis Ier et Louis le Grand.
 (juillet 2019).
Si vous disposez d'ouvrages ou d'articles de référence ou si vous connaissez des sites web de qualité traitant du thème abordé ici, merci de compléter l'article en donnant les références utiles à sa vérifiabilité et en les liant à la section « Notes et références ».
Louis Ier de Hongrie ou Louis Ier le Grand (en hongrois Nagy Lajos, en polonais Ludwik Węgierski ( audio), Andegaweński - d'Anjou), né le 5 mars 1326 à Visegrád (Royaume de Hongrie) et mort le 10 septembre 1382 à Nagyszombat (Royaume de Hongrie, aujourd'hui Trnava en Slovaquie), est roi de Hongrie de 1342 à 1382 et roi de Pologne de 1370 à 1382. Fils de Charles II (roi de Hongrie) et d'Élisabeth Piast, il est membre de la maison capétienne d'Anjou-Sicile.

## Biographie
Couronné roi de Hongrie le 21 juillet 1342, à la mort de son père, il passe la plus grande partie de son règne à combattre Venise et Naples. Il étend sa domination jusqu’à l’Adriatique (Dalmatie, une partie de la Bosnie et de la Bulgarie : Principauté de Valachie vassal épisodique de la Hongrie, ainsi que de la Principauté de Moldavie) et épouse Elisabeth Kotromanić, une princesse bosniaque, tandis que le prince de Transylvanie André Lackfi repousse définitivement les Mongols. Il fait du domaine royal le plus vaste ensemble du pays et s’appuie sur les villes et la petite noblesse contre les barons. Il restaure l’autorité royale aux dépens des Magnats et donne un éclat brillant à sa cour élégante et lettrée.

### Politique extérieure

L'Europe en 1360.

Battu par Venise en 1346 à Zara, Louis Ier organise une expédition contre Naples en 1347/1348 dont le souverain Louis de Tarente est suspecté d'avoir participé au meurtre du plus jeune frère de Louis, André. Il occupe Naples mais une épidémie de peste et les révoltes des barons napolitains l'obligent à se retirer. Une seconde campagne contre Naples en 1350 ne donne pas plus de résultats.
En 1351, 1352 et 1354, Louis Ier participe à des croisades menées contre les tribus baltes païennes de Lituanie. En 1354/1355 il fait campagne contre les Serbes et récupère l'Herzégovine. La seconde guerre contre Venise (1356/1358) est plus heureuse et, par le Traité de Zara (1358) il reçoit les possessions vénitiennes de la Dalmatie.
En 1365 il annexe Vidin en Bulgarie mais doit reconnaître l'établissement d'un voïvode en Moldavie. En 1367/1368 il fait une campagne sans succès en Valachie toutefois le prince Vladislav Ier reconnait sa suzeraineté.
À la mort de son oncle Casimir III le Grand, Louis Ier est élu et couronné roi de Pologne le 17 novembre 1370. Mais laisse rapidement le pouvoir à sa mère Élisabeth Piast qui gouverne la Pologne en son nom jusqu'en 1376. La même année, il prend pour vassal le Prince de Serbie Lazar Hrebeljanović préparant ainsi une alliance contre la menace turque. À la fin de son règne il combat aussi l'expansion turque lors d'une nouvelle campagne en 1375 en Valachie.
Le grand schisme d'Occident survient en 1378. Une troisième guerre contre Venise est déclenchée et Louis conquiert toute la Dalmatie. La guerre se termine par le traité de Turin (18 août 1381).

### Succession
Sans héritier mâle, Louis Ier doit s'attacher à prévoir sa succession. En 1372, il organise les fiançailles de sa fille aînée Marie avec Sigismond de Luxembourg. En 1379 Marie est également désignée comme héritière du trône de Pologne.
Lorsque Louis Ier meurt le 10 septembre 1382, sa fille Marie est couronnée dès le 17 septembre. La reine Élisabeth de Bosnie organise la régence avec le palatin Nicolas Garai dans l'attente de l'arrivée de son fiancé. Leur pouvoir est rapidement contesté par les barons qui font appel à Charles de Durazzo qui se fait élire roi de Hongrie en 1385.
Pendant ce temps la noblesse polonaise choisit l'autre fille de Louis, Hedwige, comme reine et cette dernière ceint la couronne de Pologne le 15 octobre 1384 à Cracovie. C'est la fin de l'union personnelle entre les deux royaumes.

## Mariage et descendance
Louis épouse en premières noces le 3 août 1342 Marguerite de Luxembourg (° 1335 † 1349), fille de Charles IV, empereur germanique, et de Blanche de Valois. Ils n'ont pas d'enfant.
Veuf, Louis se remarie à Cracovie le 20 juin 1353 avec Élisabeth de Bosnie (° 1340 † 1387), fille d'Étienne II Kotromanić, ban de Bosnie, et d'Élisabeth de Cujavie. Ils ont 4 enfants :
- Marie (° 1365 † 1366) ;
- Catherine (° 1370 † 1378) ;
- Marie Ire (° 1371 † 1395), reine de Hongrie, mariée en 1385 avec Sigismond de Luxembourg (° 1368 † 1437) ;
- Hedwige Ire (° 1373-1374 † 1399), roi de Pologne, mariée en 1386 Ladislas II Jagellon († 1434), grand-duc de Lituanie.